# Forces françaises de l'intérieur

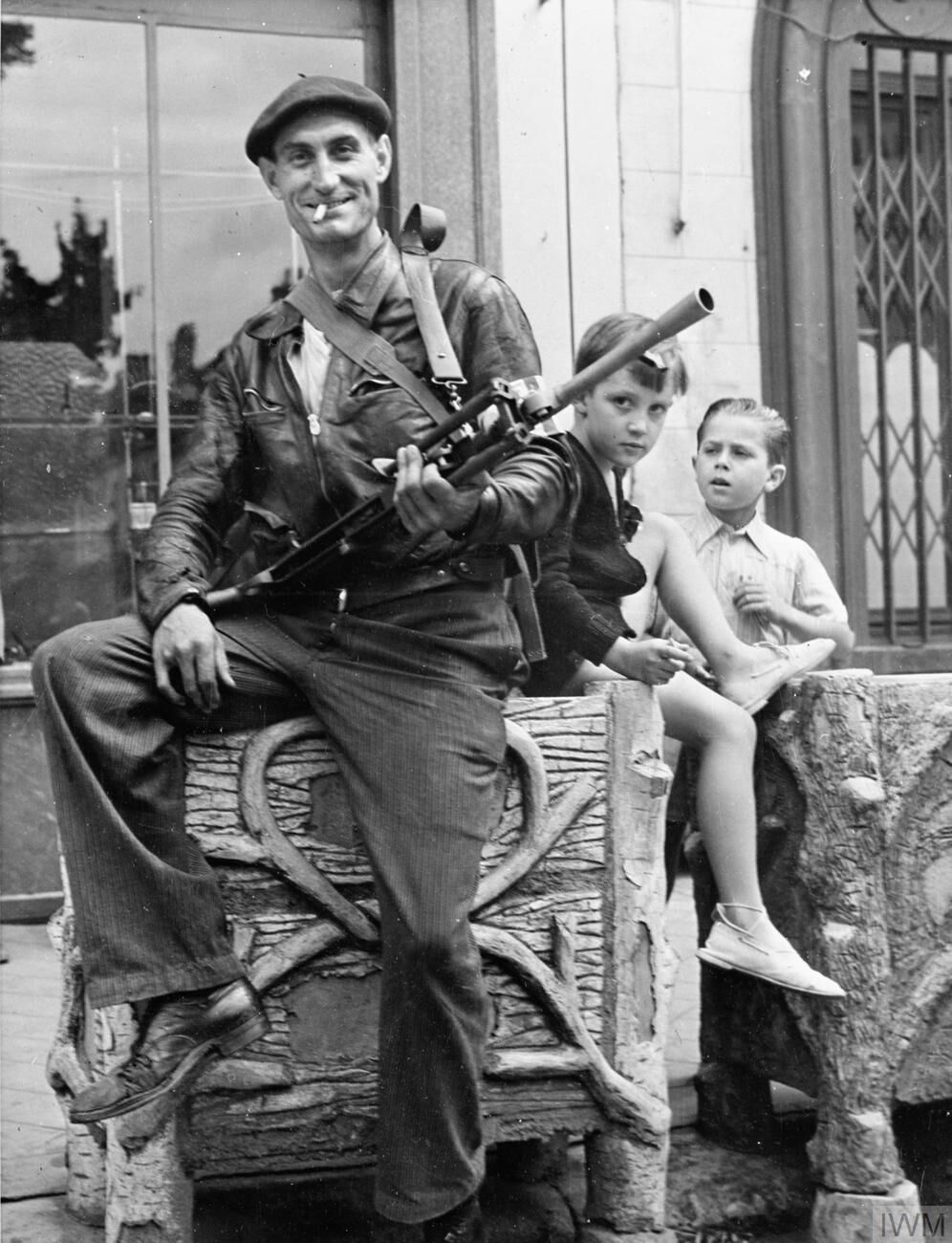
Lid van de FFI in Châteaudun

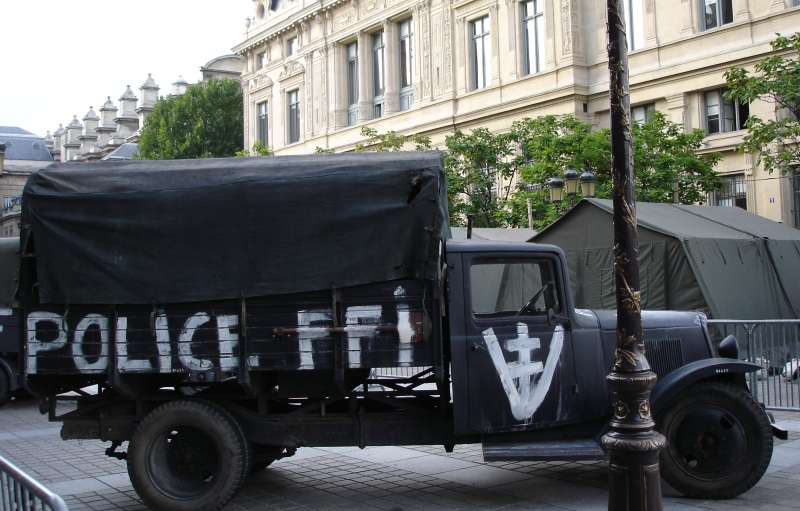
Door de FFI veroverde vrachtwagen tijdens de bevrijding van Parijs (aug. 1944)

De Forces françaises de l'intérieur (FFI, Frans binnenlands leger) is een verzetsbeweging tijdens de Tweede Wereldoorlog, ontstaan op 1 februari 1944 uit de fusie van verschillende militaire verzetsbewegingen die in Frankrijk actief waren tijdens de bezetting. De belangrijkste componenten waren: het Geheim Leger en de FTP en partizanen.
De fusie tussen de verschillende verzetsbewegingen kwam er op aangeven van Jacques Bingen, algemeen afgevaardigde van het Frans verzet. Het doel was niet alleen om meer eenheid te krijgen en een wettelijk karakter te geven aan het verzet, maar ook om dit van een hiërarchische structuur te voorzien. De FFI-leden kwamen vanaf maart 1944 dan ook onder de bevelvoering van commandant generaal Kœnig en onder de politieke verantwoordelijkheid van de GPRF van generaal De Gaulle.
Kort na de oprichting van de FFI begon de bevrijding van Frankrijk. Vanaf dat moment werd de FFI steeds meer georganiseerd als lichte infanterie-eenheden en leverden ze in die hoedanigheid waardevolle steun aan de reguliere Franse troepen. Vanaf oktober 1944, toen Frankrijk al grotendeels bevrijd was, gingen de FFI-eenheden op in het Franse leger.
Volgens generaal Patton was het snelle oprukken van zijn troepen door Frankrijk onmogelijk geweest zonder de steun van de FFI in de strijd. Generaal Patch schatte het militaire belang van de FFI vanaf de landing half augustus nabij Saint-Raphaël tot de bevrijding van Dijon als gelijk aan het inzetten van vier volledige divisies.
Bij de fusie in februari 1944 telde de FFI ongeveer 100.000 leden, in juni al 200.000 en in oktober 400.000.